# (37470) 6834 P-L
6834 P-L (asteroide 37470) é um asteroide da cintura principal. Possui uma excentricidade de 0.17531520 e uma inclinação de 2.97013º.
Este asteroide foi descoberto no dia 24 de setembro de 1960 por Cornelis Johannes van Houten e Ingrid van Houten-Groeneveld e Tom Gehrels em Palomar.